# セカイノナミダ
「セカイノナミダ」は、結城アイラの3作目のシングル。2008年2月6日にLantisから発売された。

## 解説
前作「残酷よ希望となれ」から6ヶ月ぶりのリリースとなる2008年唯一のシングル。表題曲はテレビアニメ『true tears』のエンディングテーマとして使用された。
ジャケットには『true tears』のキャラクター、湯浅比呂美が丸太に腰掛けながら秋の景色を眺めているイラストが描かれている。

## 収録曲
（全作詞：畑亜貴、作曲・編曲：末廣健一郎）
1. セカイノナミダ [4:39] 
  - UHFアニメ『true tears』エンディングテーマ
2. そこにひとつだけ [4:20]
3. セカイノナミダ（instrumental）[4:20]
4. そこにひとつだけ（instrumental）